# 山本陽子 (詩人)
山本 陽子（やまもと ようこ、1943年3月26日 - 1984年8月29日）は、東京都出身の詩人。

## 略歴
東京都世田谷区奥沢生まれ。東京学芸大学附属大泉小学校から東京学芸大学附属小金井中学校を経て、1958年、女子美術大学付属高校に首席で入学。1961年、日本大学芸術学部映画科に入学するが、1963年に中退。
1966年、同人雑誌『あぽりあ』創刊に参加。同誌に評論「神の孔は深淵の穴」発表。1967年、『あぽりあ』第2号に「よき・の・し」発表。1970年、後に代表作となる「遥るかする、するするながらIII」を『現代詩手帖』10月号に発表。1977年、詩集『青春-くらがり(1969…)』出版。これが生前に刊行した唯一の詩集となった。1984年、肝硬変により死去。享年41歳。
1989年、渡辺元彦の編集によって全集の刊行が開始され、1996年、第4巻の刊行をもって完結した。

## 著作

### 単行本
- 『青春 - くらがり（1969…）』吟遊社 1977[2]
- 『山本陽子遺稿詩集』坂井信夫、中村文昭編 1986

### 全集
- 『山本陽子全集』全4巻 渡辺元彦編 漉林書房 1989 - 1996

### 評伝
- 『生の証しをのこして』 石村博子著 1997 筑摩書房 ちくまプリマーブックス - 早逝した3人の芸術家の1人として山本が扱われている